# ヘスペリジン
ヘスペリジン (Hesperidin) は、温州みかんやはっさく、ダイダイなどの果皮および薄皮に多く含まれるフラバノン配糖体（フラボノイド）である。ポリフェノールの一種。陳皮の主成分。ビタミンPと呼ばれるビタミン様物質の一部。ギリシア神話のニュンペー・ヘスペリデスから命名された。
植物の防御に関与していると考えられ、In vitro の実験で抗酸化物質として機能する。
アグリコンはヘスペレチン (herperetin）、糖部分はβ-ルチノース（6-O-α-L-ラムノシル-D-β-グルコース）である。ヘスペレチンの7位にグルコースが結合し、そのグルコースの6位にラムノースが結合している。

## 生理作用
これまで様々な薬理作用が報告されている。
ラットに対してコレステロールや血圧を低下させる。
マウスに対して大量投与は骨密度の低下を抑制し、敗血症に対する保護効果が示される。
抗不安作用を示し、これはオピオイド受容体もしくはアデノシン受容体を介する効果と考えられる。
アグルコン型活性が In vitro で研究され、in vitro で血液脳関門の通過が示される。
ほかに抗酸化、抗炎症、抗アレルギー、毛細血管強化、血圧降下、血管透過性抑制、血清脂質改善、発がん抑制などの機能が見られる。